# Empelde
Empelde (Ausspracheⓘ) ist der nördliche und größte Stadtteil von Ronnenberg und grenzt an den Südwesten von Hannover.

## Geschichte

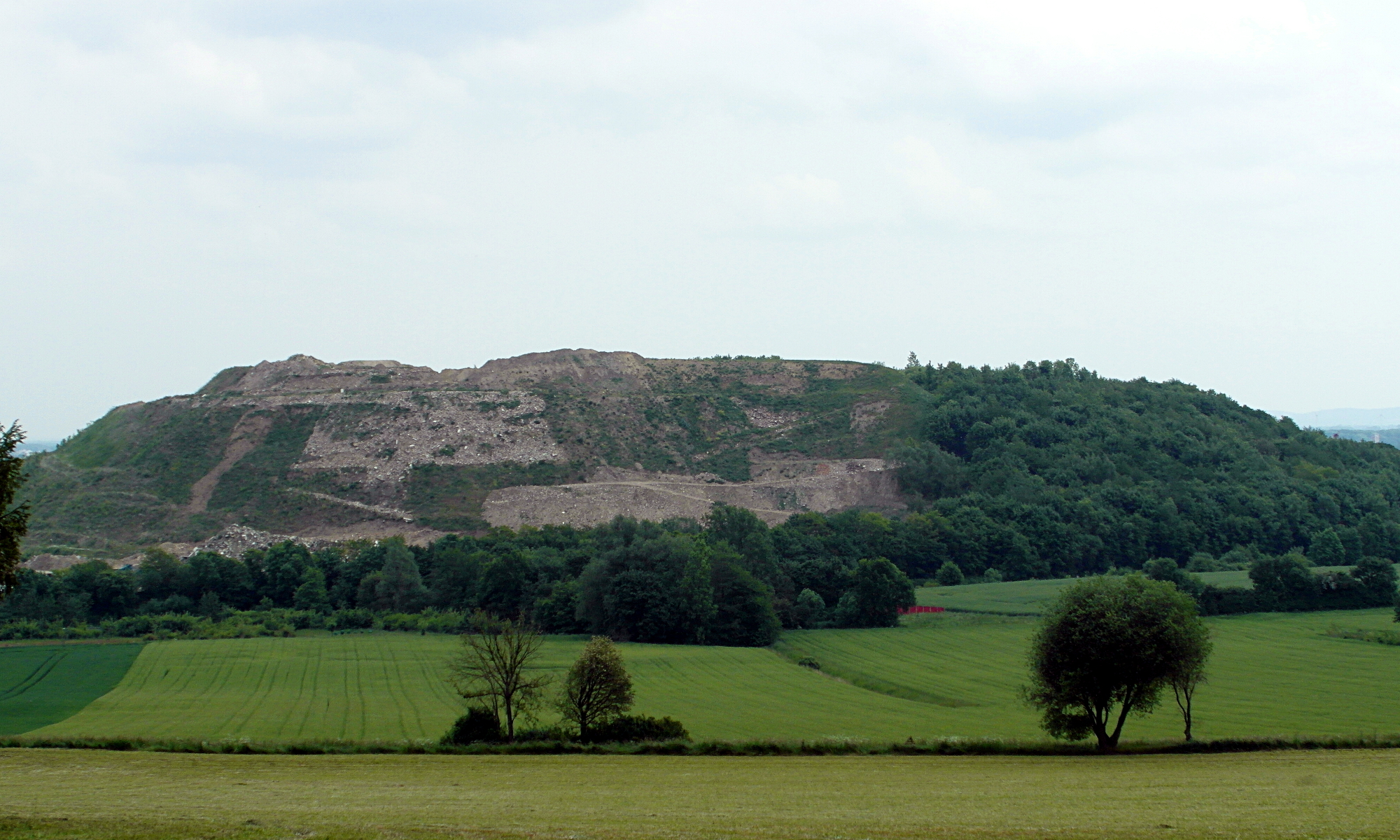
Kalihalde Empelde

Empelde wurde zwischen 826 und 876 als „Amplidi/Amplithi“ erwähnt. „Amplidi“ ist erstmals für das Jahr 840 in einer Urkunde Ludwig des Deutschen gesichert. Im Mittelalter entwickelte sich der Ort zu einem Haufendorf.
Johann Egestorff baute 1831 in Empelde eine Ziegelei. Sein Sohn Georg Egestorff gründete 1835 in Linden bei Hannover eine Eisengiesserei und Maschinenfabrik, aus der später die Hanomag entstand, einer der größten Hannoverschen Industriebetriebe. Für den Bedarf des Tontaubenschießens ließ Georg Egestorff 1861 am Lindener Berg die Lindener Zündhütchen- und Tonwarenfabrik errichten. Die Egestorffsche Zündhütchenfabrik wurde vor dem Ersten Weltkrieg nach Empelde auf ein freies Feld neben der Bahnstrecke Hannover–Altenbeken verlegt, das heutige Areal des „Wohnparks am See“. Die 1928 eingestellte Produktion der Zündhütchenfabrik Empelde wurde 1938 im Rahmen der Aufrüstung der Wehrmacht vom neuen Eigentümer Dynamit AG, vormals Alfred Nobel & Co (kurz DAG) wieder aufgenommen. Mit Fortgang des Krieges zog die Fabrikleitung Zwangsarbeiter und Zwangsarbeiterinnen heran, die in Lagern auf dem Fabrikgelände und in der Umgebung untergebracht wurden. Nach Kriegsende 1945 nutzten diverse Firmen, darunter auch Telefunken, die Gebäude und Baracken auf dem Gelände. Aus dem Lager wurde zunächst ein DP-Lager, nach 1946 das größte Flüchtlingslager des Landkreises Hannover. In den 1980er Jahren erfolgte schließlich die heutige Bebauung mit Wohnhäusern. Flüchtlinge und Vertriebene prägten in der Folgezeit den rasch wachsenden Stadtteil nachhaltig.
Noch heute wird das Ortsbild von der Rückstandshalde des Kaliwerks „Hansa-Silberberg“ geprägt, das von 1894 bis 1973 produzierte und in den 1950er Jahren mehr als 1000 Mitarbeiter beschäftigte.
Durch den Zusammenschluss von Empelde mit Ronnenberg und den umliegenden Gemeinden Benthe, Linderte, Vörie und Weetzen entstand am 1. Juli 1969 die neue Gemeinde Ronnenberg. Am 1. März 1974 wurde ihr Ihme-Roloven eingegliedert. Am 12. Dezember 1975 erhielt die neue Gemeinde Ronnenberg die Stadtrechte.

## Religion
Die evangelisch-lutherische Johanneskirche steht an der Hallerstraße; sie wurde 1963/64 erbaut. Die zuvor genutzte Kapelle an der Stillen Straße dient seit Einweihung der Kirche als Stadtteilbücherei. Die Kirchengemeinde, die auch einen Kindergarten unterhält, gehört zum Kirchenkreis Ronnenberg im Sprengel Hannover.
Die katholische Kirche Heilige Familie wurde 2016 profaniert. Die an der Berliner Straße gelegene Kirche war 1959/60 erbaut worden und gehörte seit 2002 samt der ehemaligen Kirchengemeinde Heilige Familie zur Pfarrei St. Maximilian Kolbe in Hannover-Mühlenberg. Die Gemeinde „Heilige Familie“ besteht heute als ein „Kirchort“ in der Pfarrgemeinde St. Maximiilan Kolbe. Ihre Gottesdienste finden in der evangelisch-lutherischen Johanneskirche statt.
Die Türkisch-islamische Gemeinde zu Ronnenberg hat ihren Sitz in Empelde.

## Politik
Der Ortsteil Empelde hat wie auch die Kernstadt Ronnenberg selbst keinen eigenen Ortsrat.

## Kultur und Sehenswürdigkeiten

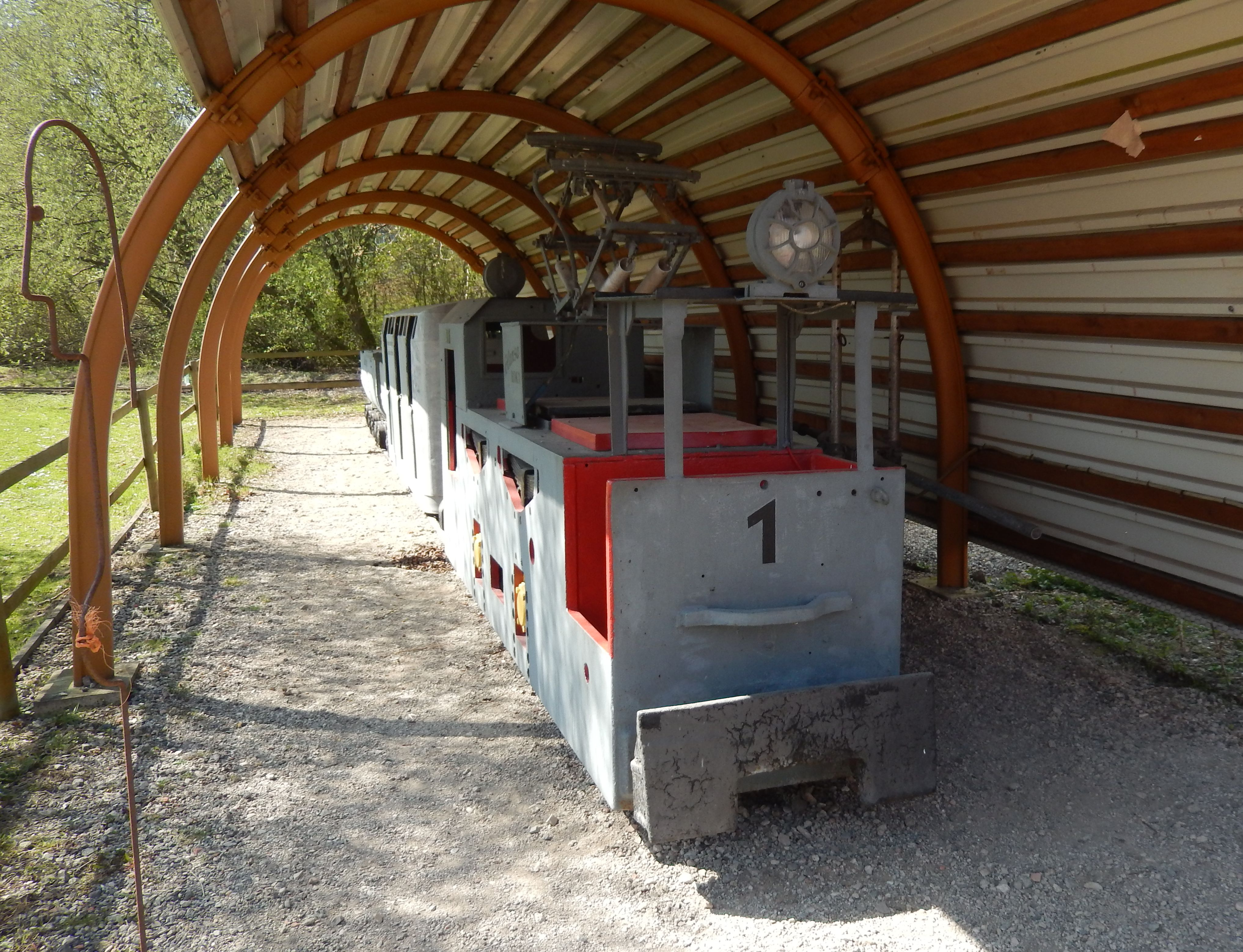
Grubenlok im Außenbereich des Kali- und Salzbergbaumuseums

- Über die Geschichte des Salzabbaus informiert das Niedersächsische Museum für Kali- und Salzbergbau.
- Die Kaliabraumhalde ist weltweit erstes Beispiel für ein kommerziell tragfähiges Renaturierungsvorhaben dieser Art. Dabei wird die Halde mit einer Ummantelung aus Bauschutt und Erde versehen und anschließend vielfältig bepflanzt. Sie bietet an den gelegentlichen Öffnungstagen neben Freizeitmöglichkeiten auch Raum für Kunst- und Kulturveranstaltungen.
- Ein vier Kilometer langer LandschaftsKunstPfad verbindet den „Kaliberg“ mit dem Benther Berg[12][13]
- Der Busse-Stein erzählt mit seiner verwitterten Inschrift die Geschichte des Königlichen Hofjägers Wilhelm Busse, der am 5. Mai 1842 in Ausübung seiner Dienstpflicht von Wilderern ermordet wurde. Der Stein wurde zwischenzeitlich mehrfach versetzt, steht nun jedoch wieder an der historischen Stelle des Geschehens auf einem Plateau. Der Ort liegt dort, wo Süd- und Westseite der Kalihalde zusammentreffen.
- Direkt am Fuß der Kali-Abraumhalde befindet sich das Freibad Empelde,[14] das in den 1930er Jahren erbaut wurde.

- Siehe auch Liste der Baudenkmale in Empelde

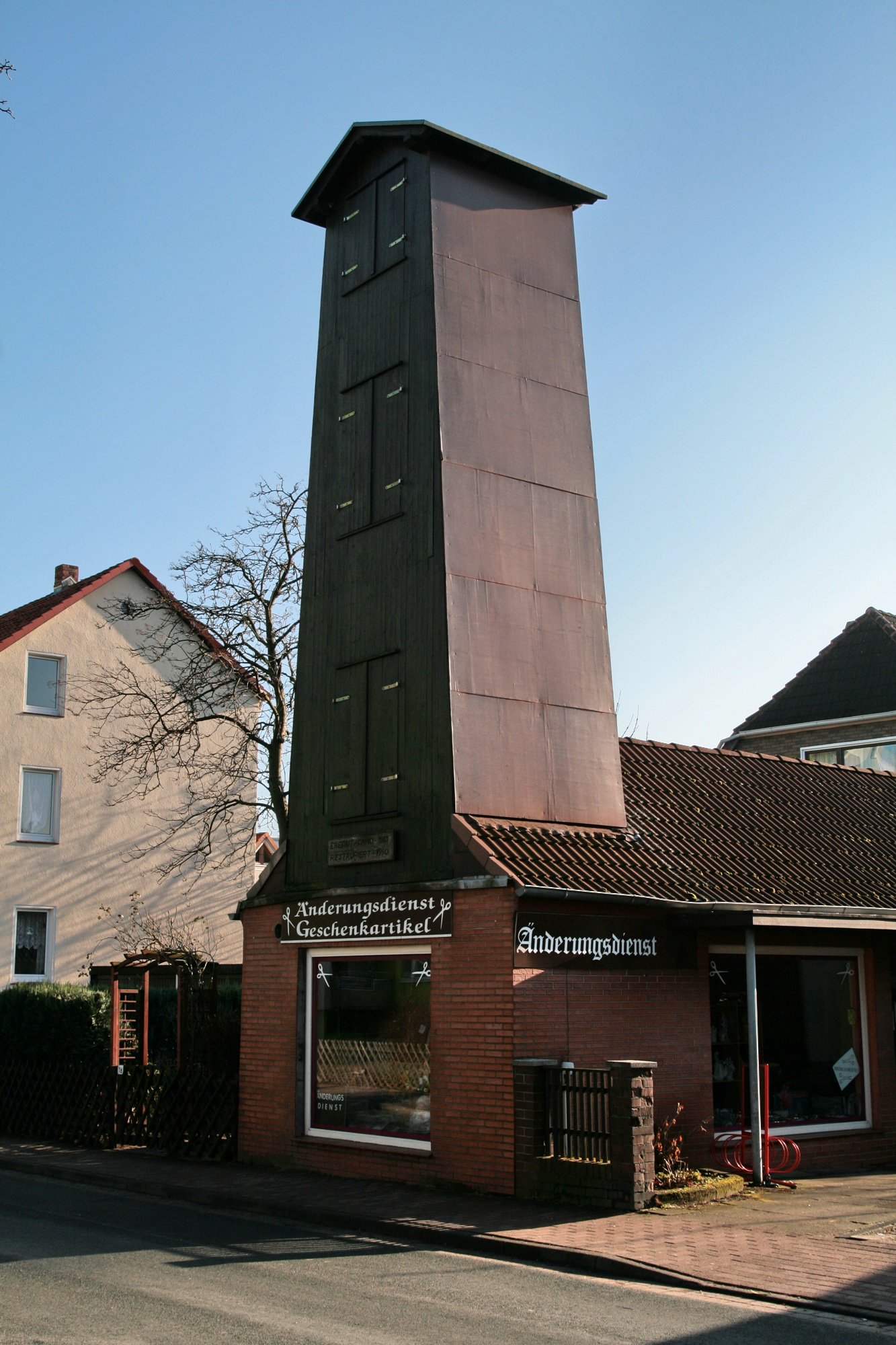
Schlauchturm von 1863 (2012 abgerissen)
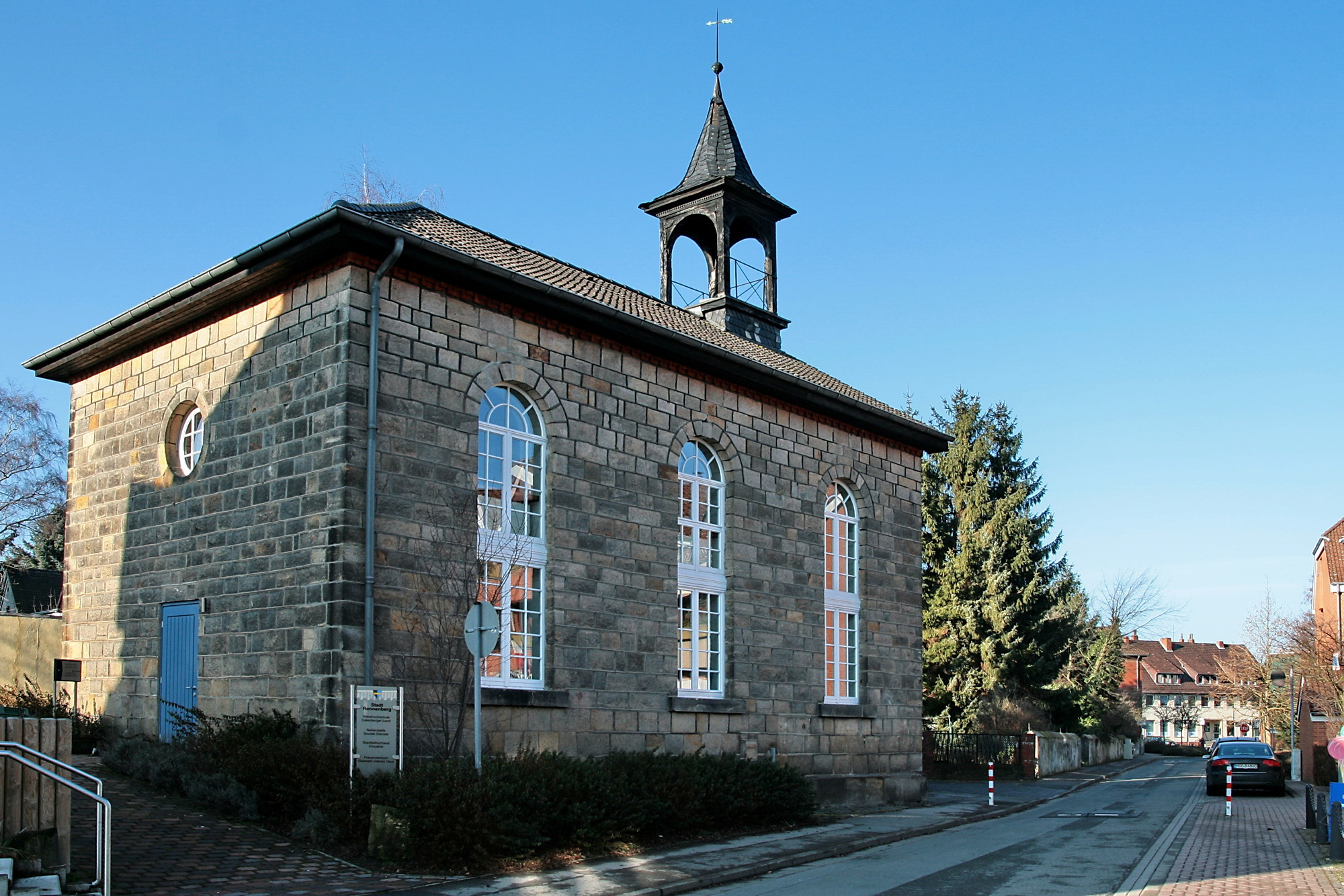
Stadtteilbücherei (ehemalige Kapelle)
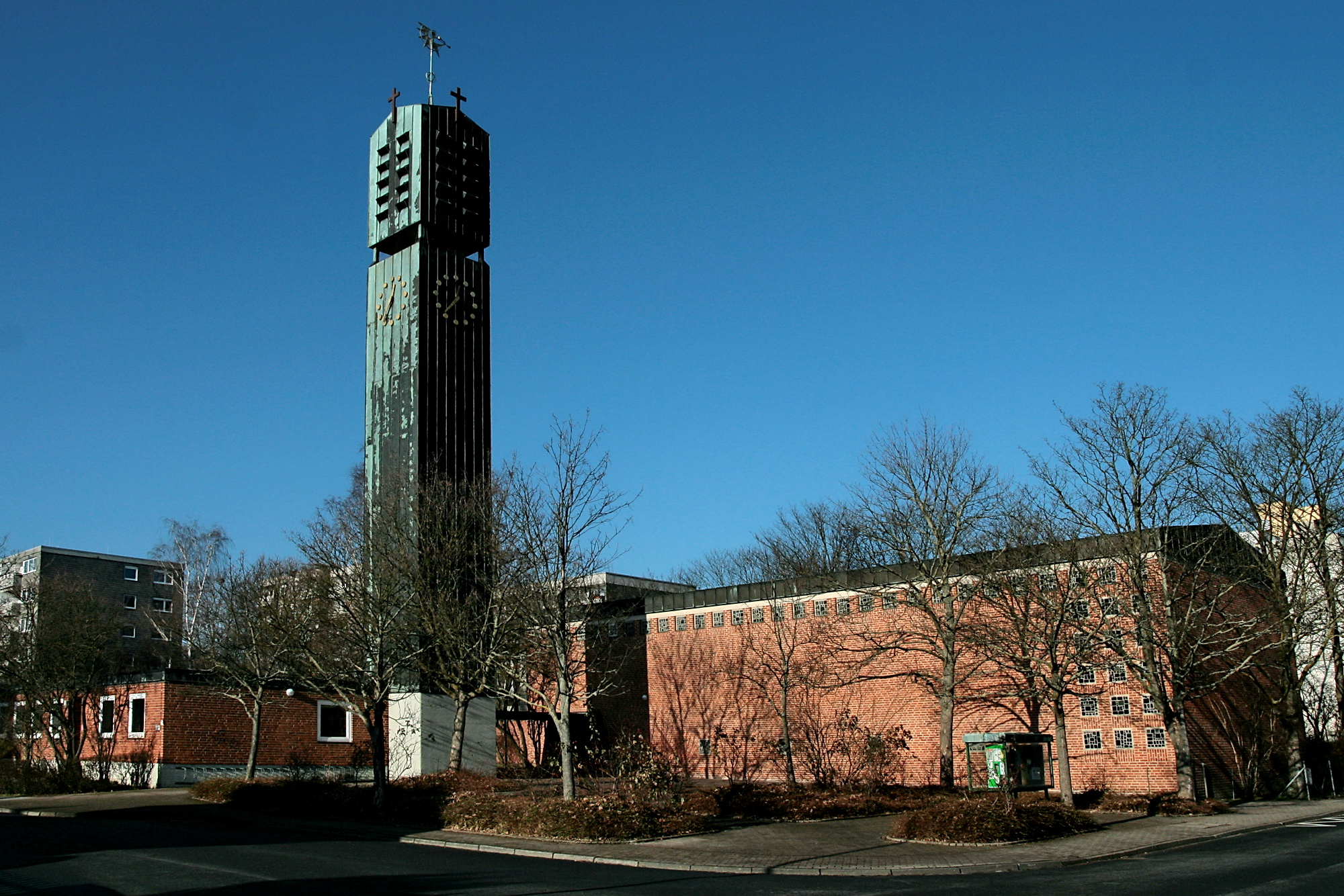
Johanneskirche
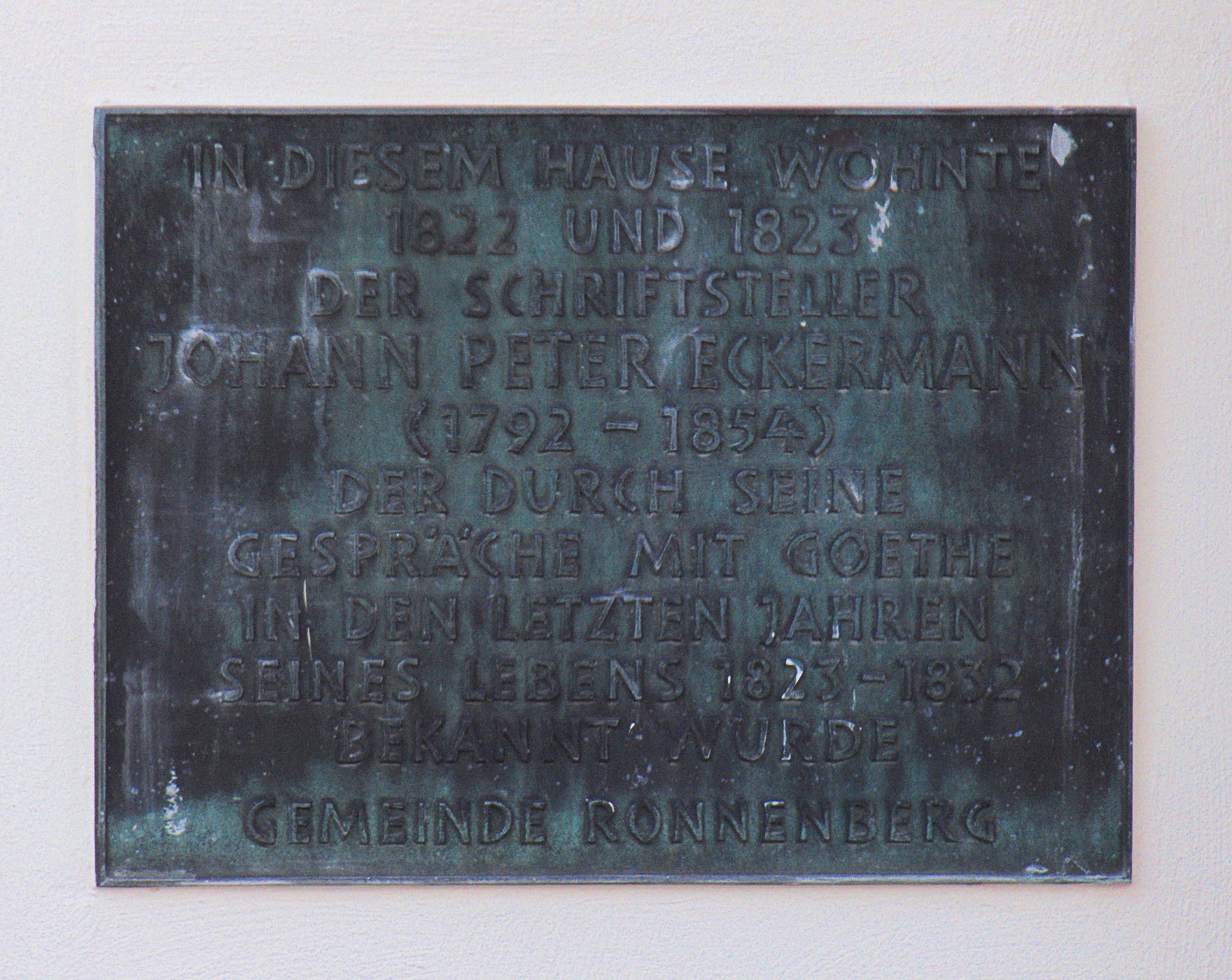
Gedenktafel für Johann Peter Eckermann
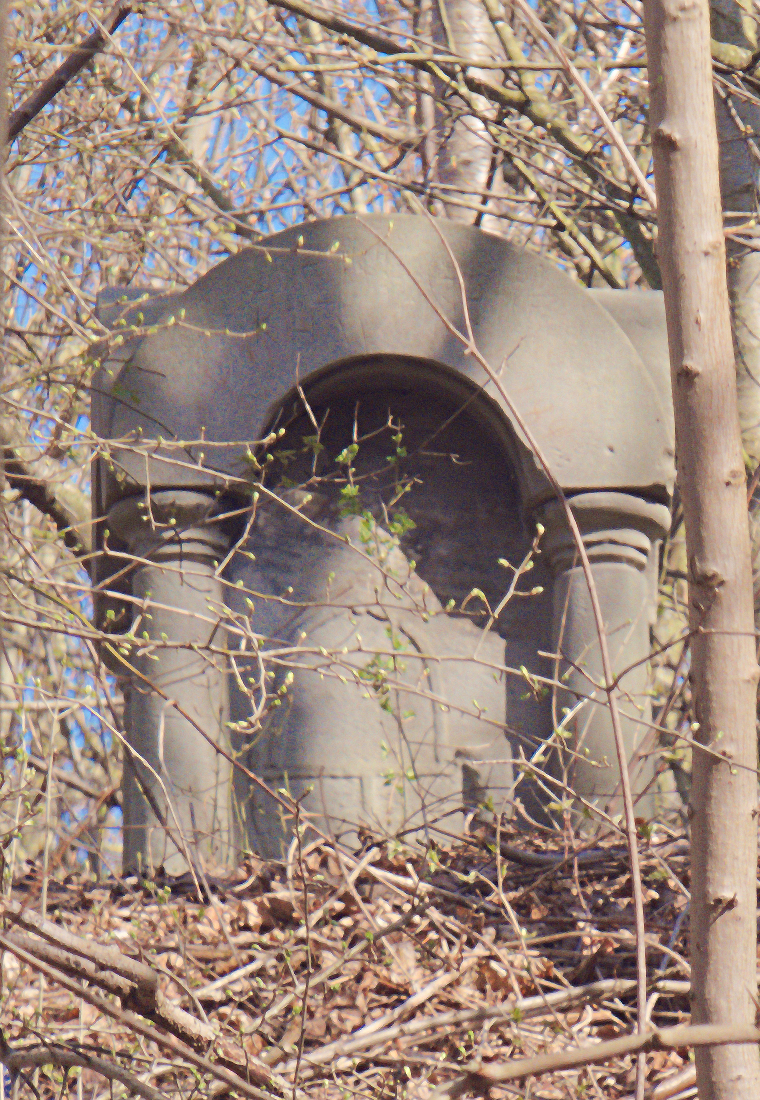
Der Bussestein

## Wirtschaft und Infrastruktur

### Unternehmen

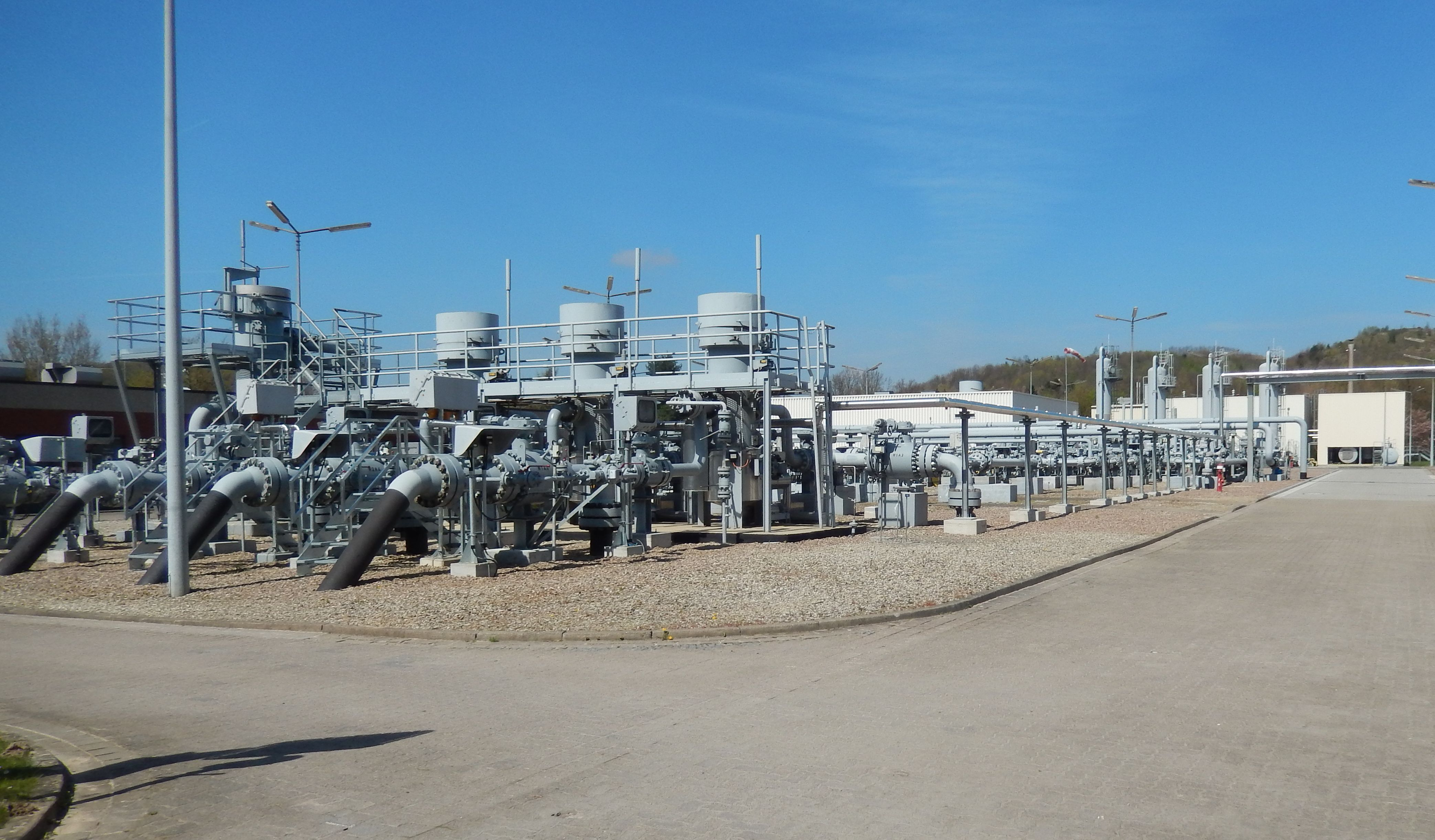
Oberirdische Anlagen des Gasspeichers

Seit 1982 betreibt die Gasspeicher Hannover GmbH (GHG) in dem Salzstock des ehemaligen Kaliwerks einen Erdgaskavernenspeicher mit (Stand: 2014) 600 Millionen m3 Arbeitsgasvolumen.
In dem Gewerbegebiet südlich der Bundesstraße 65 findet sich u. a. ein Hagebau-Markt.

### Bildung
In Empelde gibt es drei Schulen. Die ehemalige Volksschule Empelde teilte sich 1965 in zwei eigenständige Schulen, die immer noch eng zusammenarbeiten. Die Klassen 1 bis 4 werden an der Theodor-Heuss-Grundschule unterrichtet. Die Marie-Curie-Schule – KGS Ronnenberg hat zwei Standorte: Empelde mit den Klassen 7 bis 13 und Ronnenberg mit den Klassen 5 und 6. Sie wurde 1994 gegründet und erhielt zum zehnjährigen Jubiläum 2004 den Namen Marie-Curie-Schule. Zurzeit besuchen 1500 Schülerinnen und Schüler die Schule, die von ca. 130 Lehrkräften unterrichtet werden. Als offene Ganztagsschule verfügen beide Standorte sowohl über eine Mensa als auch über Freizeit- und offene Lernbereiche. Zum Schuljahr 2023/2024 nahm die neue Grundschule Auf dem Hagen ihre Arbeit auf.

### Verkehr
Als der Hannover nächstliegende Teil Ronnenbergs ist Empelde durch die Stadtbahnlinie 9 und den Bahnhof an der Bahnstrecke Hannover–Altenbeken mit der Landeshauptstadt verbunden. Die S-Bahn Hannover bietet einen Halbstundentakt mit den Linien 1/2 Haste–Hannover Hbf–Wunstorf–Minden beziehungsweise –Nienburg.
| Linie | Verlauf | Takt                                       |
| ----- | --- | ------------------------------------------ |
| S 1   | Minden (Westf) – Bückeburg – Kirchhorsten – Stadthagen – Lindhorst (Schaumb-Lippe) – Haste (Han) – Wunstorf – Dedensen-Gümmer – Seelze – Letter – Hannover-Leinhausen – Hannover-Nordstadt – Hannover Hbf – Hannover Bismarckstraße – Hannover-Linden/Fischerhof – Hannover-Bornum – Empelde – Ronnenberg – Weetzen – Lemmie – Wennigsen (Deister) – Egestorf (Deister) – Kirchdorf (Deister) – Barsinghausen – Winninghausen – Bantorf – Bad Nenndorf – Haste (Han) Stand: Fahrplanwechsel Juni 2022 | 60 min                                     |
| S 2   | Nienburg (Weser) – Linsburg – Hagen (Han) – Eilvese – Neustadt am Rübenberge – Poggenhagen – Wunstorf – Dedensen-Gümmer – Seelze – Letter – Hannover-Leinhausen – Hannover-Nordstadt – Hannover Hbf – Hannover Bismarckstraße – Hannover-Linden/Fischerhof – Hannover-Bornum – Empelde – Ronnenberg – Weetzen – Lemmie – Wennigsen (Deister) – Egestorf (Deister) – Kirchdorf (Deister) – Barsinghausen – Winninghausen – Bantorf – Bad Nenndorf – Haste (Han) Stand: Fahrplanwechsel Juni 2022       | 60 min                                     |
| S 21  | Expresslinie: Hannover Hbf – Hannover Bismarckstraße – Hannover-Linden/Fischerhof – Empelde – Weetzen – Wennigsen (Deister) – Barsinghausen Stand: Fahrplanwechsel Juni 2022 | 60 min (nur HVZ)                           |
| 9     | Hauptbahnhof – Kröpcke – Markthalle/Landtag – Waterloo – Schwarzer Bär – Lindener Marktplatz – Empelde | 10 min (werktags) 15 min (sonn-/feiertags) |

## Persönlichkeiten
- Johann Peter Eckermann (1792–1854), Dichter, lebte zeitweilig in Empelde[18]
- Ernst-Georg Hüper (1926–1993), Politiker (SPD)
- Norbert Greiner (* 1948), Anglist
- Wolfgang Supper (* 1953), Bildhauer
- Manfred Kindel (* 1954), Komponist, Autor und Interpret
- Bernd Zolitschka (* 1959), Geograph
- Steffen Siepmann (* 1986), Dartspieler, lebt in Empelde